# Анабасові
Анабасові, або повзунові (Anabantidae) — одна з трьох родини окунеподібних риб, що об'єднуються в складі підряду лабіринтових (Anabantoidei). Інші дві родини — це осфронемові (Osphronemidae) та гелостомові (Helostomatidae).

## Поширення і спосіб життя
Представники родини є переважно прісноводними рибами, рідко трапляються в солонуватих водах. Вони мають два окремих ареали поширення, розташовані в різних частинах світу. Риби з роду Anabas водяться в Південній та Південно-Східній Азії, представники інших родів — у Західній, Центральній і Південній Африці.
Як окремий підрозділ, лабіринтові були виділені ще на початку ХІХ століття. Характерною ознакою, що об'єднує цих риб, є наявність специфічного додаткового органу дихання, що розташований в порожнині над зябрами і називається лабіринтовим органом. Цей орган дозволяє рибам дихати не лише киснем, розчиненим у воді, але й киснем з атмосферного повітря. Завдяки йому лабіринтові риби можуть виживати в тропічних водоймах з низьким вмістом кисню. Відомо, що риба-повзун (Anabas testudineus) може навіть пересуватися суходолом на доволі значні відстані й перебиратися таким чином з однієї водойми до іншої.
Зовні азійські та африканські види дуже схожі між собою, проте тривалий роздільний розвиток призвів до виникнення певних розбіжностей у способі життя цих двох груп. Здатністю пересуватись суходолом володіють лише представники роду Anabas. Африканські ж повзунові не повзають. Більше того, вони взагалі не можуть довго витримати без води й швидко гинуть. На противагу азійським повзунам, африканських анабасових називають ще «чагарниковими рибами».
Анабасові ведуть прихований спосіб життя серед густої рослинності, коріння, у печерах та інших схованках. Анабаси зустрічаються в болотистих водоймах, затоплених ділянках лісів або лугів, у заводях та бокових відгалуженнях річок, стоячих або із млявою течією, іноді в меліораційних канавах та на рисових полях. Африканські види водяться переважно в проточних водоймах, іноді навіть у річках зі швидкою течією; деякі види знаходили навіть під водоспадами. Проте й серед «африканців» є мешканці тимчасових та заболочених водойм.
Анабасові харчуються переважно ракоподібними, комахами та їх личинками. Більші види полюють дрібну рибу. Поводять себе як хижаки. Причаївшись у схованці, вони чатують на потенційну здобич.
Представники роду Anabas є об'єктом рибальства.

## Склад родини
Родина включає 4 роди і 34 види:
- Рід анабас (Anabas  Cloquet, 1816) — 3 види;
- Рід ктенопома (Ctenopoma  Peters, 1844) — 15 видів;
- Рід мікроктенопома (Microctenopoma  Norris, 1995) — 14 видів;
- Рід санделія (Sandelia  Castelnau, 1861) — 2 види.

В Азії зустрічаються лише представники роду Anabas, решта є африканськими видами. Два види Sandelia водяться на крайньому півдні Африки, в зоні помірного клімату, представники родів Ctenopoma і Microctenopoma зустрічаються по всій тропічній Африці на південь від Сахари, найбільше в зоні вологих тропічних лісів в центральній частині басейну річки Конго.

## Опис
Анабасові мають видовжене, приземкувате тіло. В одних видів воно майже круглясте в перетині, у інших стиснуте з боків. Спинний і анальний плавці складаються з твердопроменевої та м'якопроменевої частин. Тіло повністю вкрите лускою, очі великі, рот кінцевий, відносно великий, верхня щелепа трохи витягнута вперед. Щелепи мають нерухомі конічні зуби. Найбільшими представниками родини є Sandelia bainsii і Anabas cobojius, що виростають до 30-31 см завдовжки. Максимальна довжина найменшого представника анабасових Microctenopoma pekkolai становить лише 3,6 см.
Представники роду Microctenopoma помітно менші за розмірами за своїх родичів, до того ж у них спостерігається сильний статевий диморфізм. Самці у них більші за самок, яскравіше забарвлені і мають подовжені кінці спинного й анального плавців. У інших видів розрізнити стать можна лише за малопомітними ознаками або за поведінкою в нерестову добу.
Лише деякі представники родини мають яскраве забарвлення. Цим значною мірою пояснюється той факт, що широкого поширення в акваріумах ці риби не отримали. До акваріумних видів риб можна віднести лише окремі види з родів Ctenopoma і Microctenopoma.
Ступінь розвитку лабіринтового органу у різних видів може сильно відрізнятися. Найбільш розвиненим він є у представників роду Anabas, які взагалі не можуть обходитись без атмосферного повітря. Добре розвинений лабіринтовий орган мають також ктенопоми. Натомість у санделій лабіринтовий орган, хоча й функціює, але сильно редукований. Такі відмінності пов'язані з екологією місць проживання, а також з філогенезом кожного конкретного виду. Наприклад, представники роду Sandelia живуть у достатньо прохолодних водоймах, добре насичених киснем.
Різним є також спосіб розмноження різних представників родини анабасових. Розрізняють 3 основні типи розмноження. Для родів Anabas і Ctenopoma характерним є вільний нерест, коли риби викидають плавучу ікру у відкритій воді за повної відсутності батьківського піклування. Санделії відкладають ікру на дні. Це відбувається після коротких залицянь на попередньо почищене для кладки місце. Ікра у них тоне, а самець охороняє місце кладки після нересту. Найкращими батьками є представники роду Microctenopoma. За своїм способом розмноження вони дуже схожі на гурамі з родів трихогастер і трихопод та інших популярних акваріумних риб з родини осфронемових. Самець в період нересту займає певну територію й будує в її межах гніздо з піни на поверхні води. В процесі шлюбних ігор він заманює самку до своїх володінь, й відбувається нерест. Ікра має жирову оболонку й вільно спливає до гнізда, а після закінчення нересту самець перебирає на себе турботу про потомство, доглядає за гніздом і піклується про ікру.
Уважається, що Anabantidae є найбільш примітивною родиною серед лабіринтових риб. В першу чергу це стосується представників родів Anabas і Ctenopoma. Від інших лабіринтових анабасові відрізняються, зокрема, простішою будовою лабіринтового органу. На підставі остеологічних даних К. Лім висунув гіпотезу, що перші анабантиди виникли в Азії. Розрахунки часу дивергенції азійських та африканських видів коливаються від 87,30 до 30,83 млн років тому, тобто на території Африки анабасові з'явилися десь в період еоцену (56,0-33,9 млн років тому). Згодом південні популяції географічно відкололися від роду Ctenopoma й утворили окремий рід Sandelia.

## Систематика анабасових
Традиційно в складі родини Anabantidae виділялося 3 роди: Anabas, Sandelia і Ctenopoma. М. Елсен) на підставі особливостей будови плавального міхура і лабіринтового органу розділив у 1976 році рід Ctenopoma на 3 групи видів C. petherici, C. multispine і C. congicum. Монофілія цих трьох груп (клад) була згодом підтверджена на основі порівняльного аналізу додаткових морфологічних ознак, а у 1995 році С. Норріс виділив групу C. congicum як новий рід Microctenopoma.
С. Норріс також рекомендував виділяти в складі родини анабасових дві підродини: Anabantinae (власне анабасові, рід анабас) і Ctenopominae (ктенопомові, всі африканські анабантиди). Такий поділ збігається з географічним поширенням риб.
Молекулярні філогенетичні дослідження лабіринтових риб, проведені на зразках їх ДНК, показали, що родина Anabantidae дійсно поділяється на дві підродини: азійську Anabantinae з родом Anabas та африканську Ctenopominae з родами Ctenopoma, Microctenopoma і Sandelia. Крім того, рід Ctenopoma не був визначений як монофілетична група, так само не підтвердилась монофілія групи видів C. petherici. Рід Sandelia був визначений як сестринський таксон по відношенню до групи видів C. multispine Елсена, але різниця між двома видами санделій виявилася настільки сильною, що монофілія самого роду викликає сумніви. Зі складу групи C. petherici випадає вид Ctenopoma muriei, який займає проміжну позицію між родом Microctenopoma і групою C. petherici.